# Sraka praptaka
Sraka praptaka – album studyjny polskiej grupy muzycznej Sedes, wydany został w 1995 roku nakładem wydawnictwa Silverton.

## Lista utworów
Źródło:.
1. „Stara skandynawska pieśń ludowa” – 1:15
2. „Obłuda” – 3:13
3. „Fałszyzm” – 3:19
4. „Drukarnia” – 2:28
5. „Na zbity pysk” – 4:39
6. „Sraka praptaka” – 4:06
7. „Pornografia” – 3:37
8. „Propaganda” – 3:06
9. „Demagogia” – 2:29
10. „Zimowy wiatr” – 1:20
11. „Moralny szantaż” – 3:05
12. „Samotny palant” – 2:08
13. „Jestem anty” – 1:46

## Muzycy
Źródło:.
- Jan „Młody” Siepiela – śpiew, gitara basowa
- Wojciech Maciejewski – gitara
- Darek „Rudy” Wieczorek – perkusja